# توني سيلي
توني سيلي (بالإنجليزية: Tony Sealy)‏ هو لاعب كرة قدم ومدرب كرة قدم بريطاني في مركز الهجوم، ولد في 7 مايو 1959 في Hackney Central ‏ في المملكة المتحدة. لعب مع بورت فايل وسبورتينغ براغا وسبورتينغ لشبونة وسويندون تاون وكريستال بالاس وكوينز بارك رينجرز وليستر سيتي وميبا ونادي إيسترن سبورتس ونادي بريستول روفيرز ونادي برينتفورد ونادي بورنموث ونادي ساوثهامبتون ونادي سون هي ونادي فولهام.

## وصلات خارجية
- توني سيلي على موقع قاعدة بيانات كرة القدم.إي يو (الإنجليزية)
- توني سيلي على موقع Soccerbase.com (لاعب) (الإنجليزية)
- توني سيلي على موقع عالم كرة القدم.نت (الإنجليزية)